# Thérèse (2012)
Thérèse ist ein französisches Filmdrama von Claude Miller aus dem Jahr 2012. Es beruht auf dem Roman Thérèse Desqueyroux von François Mauriac.

## Handlung
Sommer 1922: Thérèse Larroque und Anne sind die besten Freundinnen und verbringen mal wieder den Sommer miteinander. Schon zu dieser Zeit weiß Anne, dass Thérèse einmal ihren großen Bruder Bernard Desqueyroux heiraten soll. Im April 1928 ist es soweit: Die reichen Familien Larroque und Desqueyroux verbinden sich durch die Heirat von Thérèse und Bernard. Thérèse liebt ihren Mann nicht, hat jedoch keine Wahl. Ihm sagt sie, dass sie ihn nur seines Besitzes wegen heiratet. Ihre Flitterwochen verbringen beide in Baden-Baden, wo Thérèse Briefe von Anne erhält. Anne teilt ihr mit, dass sie sich in den jungen Jean Azevedo verliebt habe. Dieser ist bei ihrer Familie verachtet, gelten die Azevedos doch als portugiesische Juden. Anne glaubt, dass Thérèse ihr helfen werde, doch bleibt diese nach ihrer überstürzten Rückkehr nach Hause stumm und verheimlicht Anne, dass Briefe Jeans längst von den Hausmädchen abgefangen werden. Thérèse, die schwanger ist, überredet Anne, mit ihrer Mutter nach Biarritz zu reisen. In ihrer Abwesenheit sucht sie Jean auf, der zu ihrer Überraschung kein größeres Interesse an Anne hat und ihre Beziehung eher als Liebelei auffasste. Thérèse bringt Jean dazu, Anne wenigstens einen liebevollen Abschiedsbrief zu schreiben. Anne glaubt, dass Thérèse Jean den Brief diktiert habe, und wendet sich von Thérèse ab.
Thérèse bringt im Spätherbst 1928 eine Tochter zur Welt, die Marie genannt wird. Sie empfindet keine Emotionen für ihre Tochter, die immer öfter von Anne betreut wird. Bernard hat häufig Herzprobleme und beginnt auf Anraten seines Arztes, wegen Blutarmut Arsentropfen zu nehmen. Im Sommer 1929 erschüttert ein Waldbrand die Region. Thérèse ist in ihrer häuslichen Enge immer schweigsamer und phlegmatischer geworden und warnt Bernard auch nicht, als er durch die Aufregung über den Waldbrand die doppelte Dosis Arsentropfen nimmt. Kurz darauf geht es Bernard schlecht und er erbricht ständig. Der herbeigerufene Arzt ist ratlos. Thérèse wiederum beginnt, Bernard gezielt eine höhere Dosis der Arsentropfen zu verabreichen. Zudem fälscht sie ein Rezept, um in der Apotheke Nachschub von Arsen zu erhalten. Als Bernard durch die Vergiftung Lähmungserscheinungen hat, wird ein Spezialist herbeigeholt. Thérèses Tat wird offensichtlich, da auch der Apotheker die Rezeptfälschung erkennt.
Bernards Familie erhebt Anklage gegen Thérèse, die von ihrem Mann und ihrer Tochter separiert wird. Um die gesellschaftliche Stellung nicht zu gefährden, sagen beide Eheleute aus, dass Thérèse das gefälschte Rezept von einem Unbekannten erhalten und für ihn eingelöst habe; Bernard wiederum habe sich bei der Einnahmedosis verschätzt. Der Prozess wird eingestellt. Da eine Scheidung für Bernard gesellschaftlich nicht infrage kommt, wird Thérèse in der Folgezeit wie eine Gefangene gehalten, darf ihr Zimmer nicht verlassen und nur zur Messe mit Bernard öffentlich auftreten. Thérèses Ziehtante Clara, die der letzte Halt der jungen Frau war, stirbt. Als gemunkelt wird, dass Thérèse an Depressionen leidet, verlässt Bernard das Anwesen und lässt Thérèse in Gesellschaft seiner beiden Angestellten zurück. Thérèse lässt sich gehen, isst wenig, raucht viel und magert ab. Ihr Zimmer verlässt sie nicht. Eines Tages kündigen sich Bernard und seine Familie mit Anne und ihrem zukünftigen Mann an. Dieser bestand darauf, vor der Heirat Thérèse kennenzulernen. Obwohl die Angestellten Thérèse aufpäppeln, bietet sie beim Besuch ein erschreckendes Bild. Bernard erkennt, dass er sich mehr um Thérèse kümmern muss. Er verspricht ihr, sie nach Annes Hochzeit freizugeben. Thérèse geht schließlich nach Paris. Es geht ihr besser; in einem Café spricht sie mit Bernard. Für ihre Tat weiß sie keine genaue Erklärung, nur dass sie ihre gesellschaftlich aufgedrängte Rolle nicht erfüllen wollte.

## Produktion

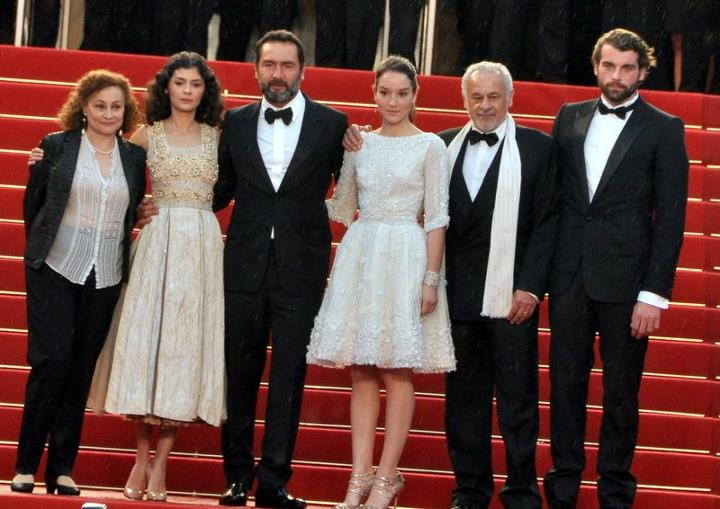
Die Darsteller von Thérèse bei der Filmpremiere in Cannes im Mai 2012

Thérèse beruht auf dem Roman Thérèse Desqueyroux von François Mauriac, der bereits 1962 unter dem Titel Die Tat der Thérèse D. für das Kino verfilmt wurde. Eine weitere Verfilmung erfolgte 1966 unter dem Titel La fin de la nuit für das Fernsehen; in beiden Filmen wurde die Figur der Thérèse von Emmanuelle Riva verkörpert.
Claude Millers Verfilmung wurde in Bordeaux, Paris sowie unter anderem in Rions und Carcans gedreht. Das Anwesen der Desqueyroux war Schloss Trincaud in Bonzac. Die Kostüme schuf Jacqueline Bouchard, die Filmbauten stammten von Laurence Brenguier. Die Filmmusik von Mathieu Alvado basierte unter anderem auf Stücken von Franz Schubert und Gioachino Rossini. Das Budget belief sich auf 12,7 Millionen Euro. Es war der letzte Spielfilm von Claude Miller, der im April 2012 noch vor der Premiere verstarb.
Thérèse hatte am 27. Mai 2012 im Rahmen der Internationalen Filmfestspiele von Cannes Premiere, als letzter Film außerhalb des Wettbewerbs. Der Film kam am 21. November 2012 in die französischen Kinos, wo ihn 508.985 Zuschauer sahen. In Deutschland erschien der Film im August 2013 direkt auf DVD.

## Auszeichnungen
Thérèse erhielt 2013 zwei Nominierungen für einen Globe de Cristal: Claude Miller für den besten Film und Gilles Lellouche als bester Darsteller.